# Kang Kyung-Jin
Kang Kyung-Jin (en coreano: 강경진; 24 de marzo de 1973) es un deportista surcoreano que compitió en bádminton. Ganó una medalla de bronce en el Campeonato Mundial de Bádminton de 1991 en la prueba de dobles mixto.

## Palmarés internacional
| Campeonato Mundial | Campeonato Mundial     | Campeonato Mundial | Campeonato Mundial |
| Año                | Lugar                  | Medalla            | Prueba             |
| ------------------ | ---------------------- | ------------------ | ------------------ |
| 1991               | Copenhague (Dinamarca) | Medalla de bronce  | Dobles mixto       |